# On the Wrong Track
On the Wrong Track (o The Wrong Track) è un cortometraggio muto del 1915 diretto da Harry Beaumont.

## Produzione
Il film fu prodotto dalla Edison Company.

## Distribuzione
Distribuito dalla General Film Company, il film - un cortometraggio in una bobina - uscì nelle sale cinematografiche statunitensi il 21 agosto 1915.